# Alternative 4
Albums de Anathema
Eternity
(1996) Judgement
(1999)
Alternative 4 est le quatrième album du groupe anglais de metal alternatif Anathema, publié le 22 juin 1998, par Peaceville Records.
Duncan Patterson quitte le groupe peu après la sortie de l'album.

## Liste des chansons
Toute la musique est composée par Anathema.
| No  | Titre           | Durée |
| --- | --------------- | ----- |
| 1.  | Shroud of False | 1:37  |
| 2.  | Fragile Dreams  | 5:32  |
| 3.  | Empty           | 3:00  |
| 4.  | Lost Control    | 5:50  |
| 5.  | Re-Connect      | 3:52  |
| 6.  | Inner Silence   | 3:09  |
| 7.  | Alternative 4   | 6:18  |
| 8.  | Regret          | 7:58  |
| 9.  | Feel            | 5:28  |
| 10. | Destiny         | 2:14  |